# Tratado de Gante

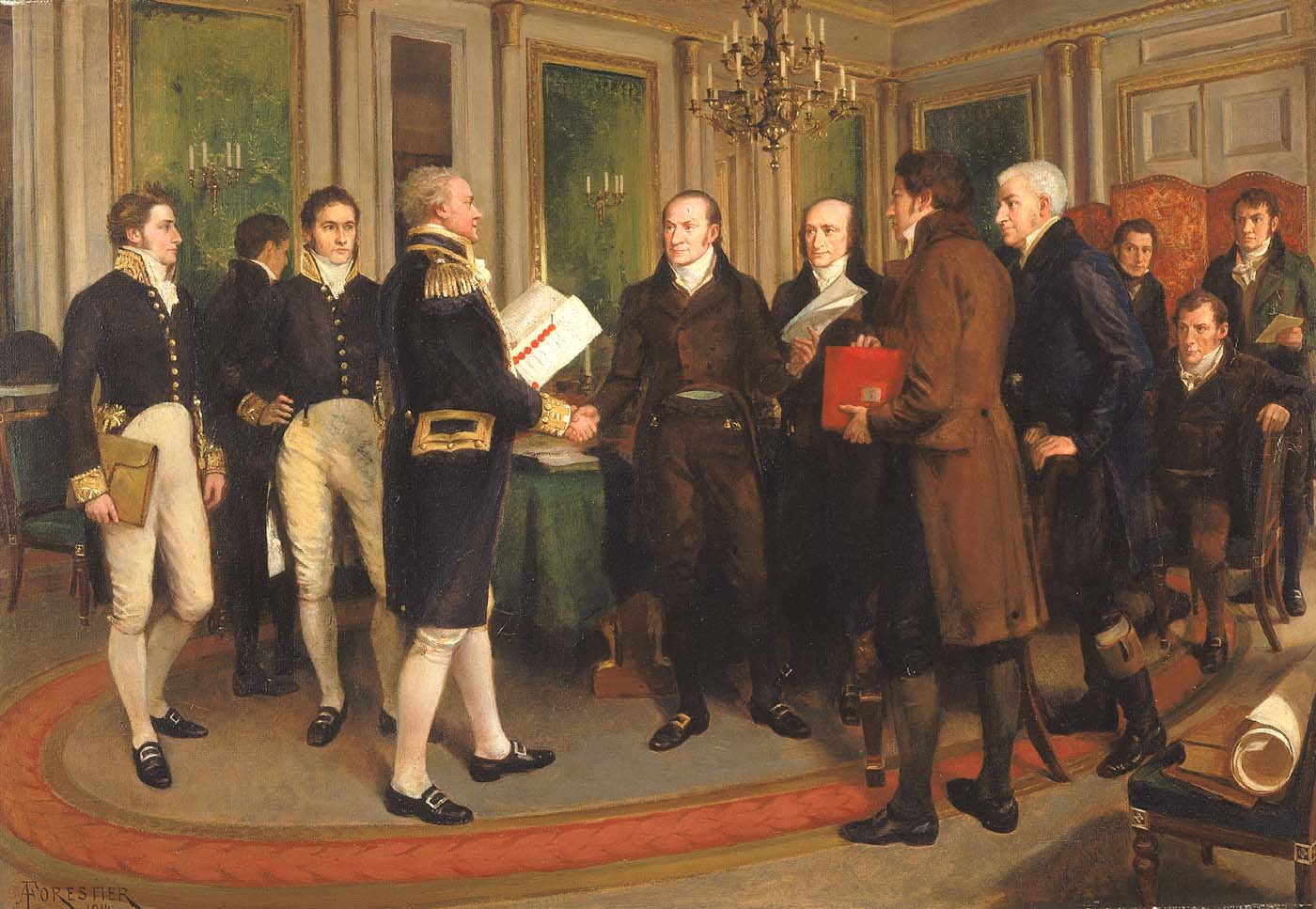
Firma del Tratado de Gante.

El Tratado de Gante, firmado el 24 de diciembre de 1814 en Gante (en Bélgica, en la actualidad), fue la paz que dio fin a la guerra anglo-estadounidense de 1812 entre los Estados Unidos y el Reino Unido. El tratado restauró en su mayor parte las relaciones entre los dos países al statu quo ante bellum. Debido a la poca velocidad de las comunicaciones de la época, tomó varias semanas para que las noticias de la paz llegaran a América, mucho después de que terminara la batalla de Nueva Orleans.

## Antecedentes
La delegación británica estaba formada por los diplomáticos William Adams, James Lord Gambier y Henry Goulburn. Las reuniones entre las partes fueron retrasadas una semana o más porque los diplomáticos británicos carecían del poder necesario para realizar negociaciones directas y tuvieron que esperar órdenes de Londres, mientras que la delegación estadounidense, compuesta por John Quincy Adams, James A. Bayard, Henry Clay, Albert Gallatin y el subalterno Jonathan Russell, tenían completa autoridad para negociar.
Los Estados Unidos no habían tenido éxito en sus invasiones del Bajo y Alto Canadá, mientras que el Reino Unido no había obtenido ninguna ganancia significativa, con excepción del incendio de Washington D. C., con sus incursiones en suelo estadounidense. El objetivo que se habían trazado los miembros de la Cámara de Representantes de los Estados Unidos era conquistar Canadá y Florida.

## El acuerdo
El tratado establecía la liberación de todos los prisioneros y la restauración de todas las tierras y botes en disputa. Esto significó que retornaron a los Estados Unidos aproximadamente 40.000 km² de territorio cercano a los lagos Superior y Míchigan, en Maine y en la costa del Pacífico. El tratado no impuso mayores cambios a la situación previa a la guerra, pero sí implicó unas cuantas promesas. Así, el Reino Unido prometió devolver a los esclavos capturados, pero en su lugar, unos años más tarde, pagó £250 000 a Estados Unidos por ellos. La propuesta británica de crear una zona india amortiguadora en Ohio y Míchigan colapsó luego de que la coalición india se desmoronara. Las débiles garantías con respecto al tratamiento estadounidense de los indios en el artículo IX fueron ignoradas.

## Consecuencias
Se detuvieron las luchas inmediatamente cuando las noticias del tratado finalmente llegaron a los Estados Unidos, tras la victoria estadounidense en la batalla de Nueva Orleans y la victoria británica en la batalla de Fort Bowyer (Gasque) el 12 de febrero de 1815, pero antes del asalto británico en Mobile (Alabama).
El Senado de los Estados Unidos aprobó de forma unánime el tratado el 16 de febrero de 1815 y el presidente James Madison intercambió los documentos de ratificación con un diplomático británico en Washington D. C. el 17 de febrero de ese mismo año, siendo proclamado el tratado el 18 de febrero de 1815. Once días más tarde, el 1 de marzo de 1815, Napoleón Bonaparte escapaba de su prisión en la isla de Elba, comenzando nuevamente la guerra en Europa y forzando a los británicos en concentrarse en la amenaza que este suponía.
El Tratado de Londres (1818), mejoró las relaciones entre ambos países.